# Гомеровский вопрос
Гоме́ровский вопро́с — совокупность проблем, относящихся к авторству древнегреческих эпических поэм «Илиада» и «Одиссея» и личности Гомера. Острая постановка этих проблем была произведена вышедшей в 1795 году книгой немецкого учёного Ф. А. Вольфа «Пролегомены к Гомеру» (лат. Prolegomena ad Homerum). Считается, что это послужило становлению критики в антиковедении.
Ранее Вольфа обоснованные сомнения высказывали и другие, в числе первых Джамбаттиста Вико, предположивший, что эти поэмы отделены друг от друга не менее чем столетием и возникли из отдельных, сложенных народом песен.
Труд Ф. А. Вольфа получил впоследствии большую известность. Исследуя поэмы, он пришёл к выводу, что они в виде отдельных песен возникли ещё в дописьменную эпоху и были плодом не индивидуального, а коллективного народного творчества: в течение столетий они жили в устной традиции и лишь после возникновения письменности были систематизированы и записаны. Кроме того, Вольф указал на многочисленные логические и сюжетные нестыковки в тексте. Например, целый ряд событий, описываемых «Илиадой» как происходящие на десятом году войны, по логике военных действий должны были произойти гораздо раньше.
Многие учёные, названные плюралистами, доказывали, что «Илиада» и «Одиссея» в настоящем виде не являются творениями Гомера (многие даже полагали, что Гомера вообще не существовало), а созданы в VI в. до н. э., вероятно, в Афинах, когда были собраны воедино и записаны передаваемые из поколения в поколение песни разных авторов. Так называемые унитарии отстаивали композиционное единство поэмы, а тем самым и единственность её автора. (Среди русских учёных — Ф. Ф. Соколов.) Ряд специалистов (в частности, У. Виламовиц-Мёллендорф) полагали, что у гомеровских поэм было первоначальное ядро, авторская поэма, в дальнейшем же на это ядро наросли сюжетные дополнения.
Новые сведения об античном мире, сравнительные исследования южнославянских народных эпосов и детальный анализ метрики и стиля предоставили достаточно аргументов против первоначальной версии плюралистов, но усложнили и взгляд унитариев. Историко-географический и языковой анализ «Илиады» и «Одиссеи» позволил датировать их примерно VIII в. до н. э., хотя есть попытки отнести их к IX или к VII в. до н. э. Они, по-видимому, были сложены на малоазийском побережье Греции, заселённом ионийскими племенами, или на одном из прилегающих островов.
Разные учёные по-разному оценивают, насколько велика была роль творческой индивидуальности в окончательном оформлении этих поэм, но превалирует мнение, что Гомер не является лишь пустым (или собирательным) именем. Неразрешённым остаётся вопрос, создал ли «Илиаду» и «Одиссею» один поэт или это произведения двух разных авторов, хотя современный компьютерный анализ текста обеих поэм показал, что у них один автор.
Этот поэт (или поэты) был, вероятно, одним из аэдов, которые, по меньшей мере, с микенской эпохи (XV−XII вв. до н. э.) передавали из поколения в поколение память о мифическом и героическом прошлом. Существовали, однако, не пра-Илиада или пра-Одиссея, но некий набор устоявшихся сюжетов и техника сложения и исполнения песен. Именно эти песни стали материалом для автора (или авторов) обеих эпопей. Новым в творчестве Гомера была свободная обработка многих эпических традиций и формирование из них единого целого с тщательно продуманной композицией. Многие современные учёные придерживаются мнения, что это целое могло быть создано лишь в письменном виде.
Существует версия (Самуэль Батлер, Эндрю Долби), что автором «Одиссеи», судя по подробному описанию домашнего быта, была женщина. Указывают и на легендарную египтянку-автора — Фантасию (~XII век до н. э.), которая со II-го века упоминается, как автор повествований о Троянской войне и приключениях Одиссея.